# Hrvatski rukometni kup za žene 2001./02.
Hrvatski rukometni kup za žene za sezonu 2001./02. je deseti put zaredom osvojila Podravka Vegeta iz Koprivnice.

## Rezultati

### Osmina završnice
| klub1                      | klub2                         | rezultati        |
| -------------------------- | ----------------------------- | ---------------- |
| Osijek 2001                | Podravka Lino Koprivnica      | 0:10 bb, 0:10 bb |
| Zvečevo Požega             | Lokomotiva Zagreb             | 0:10 bb, 0:10 bb |
| Podravka Vegeta Koprivnica | Slavonijatrans Slavonski Brod | 38:20, 38:16     |
| Split Kaltenberg           | Arena Pula                    | 35:25, 34:20     |
| Knin                       | Zamet Rijeka                  | 21:35, 19:37     |
| Trešnjevka Zagreb          | Koka Varaždin                 | 19:23, 19:27     |
| Piaggio Vranjic            | Sonic Osijek                  | 22:34, 13:37     |
| TVIN Trgocentar Virovitica | Bjelovar                      | 62:13, 47:25     |

### Četvrtzavršnica
| klub1                      | klub2                    | rezultati    |
| -------------------------- | ------------------------ | ------------ |
| Podravka Vegeta Koprivnica | Podravka Lino Koprivnica | 43:17, 34:15 |
| Lokomotiva Zagreb          | Zamet Rijeka             | 36:21, 30:26 |
| Split Kaltenberg           | Koka Varaždin            | 28:20, 20:20 |
| TVIN Trgocentar Virovitica | Sonic Osijek             | 25:28, 21:33 |

### Završni turnir
Igrano u Zagrebu 3. i 4. svibnja 2002.
| klub1             | rez.          | klub2                      |
| poluzavršnica     | poluzavršnica | poluzavršnica              |
| ----------------- | ------------- | -------------------------- |
| Lokomotiva Zagreb | 28:27         | Sonic Osijek               |
| Split Kaltenberg  | 23:35         | Podravka Vegeta Koprivnica |
|                   |               |                            |
| za pobjednika     |               |                            |
| Lokomotiva Zagreb | 26:30         | Podravka Vegeta Koprivnica |

## Poveznice
- 1. HRL za žene 2001./02.
- 2. HRL za žene 2001./02.
- 3. HRL za žene 2001./02.